# Amblyeleotris morishitai
Amblyeleotris morishitai là một loài cá biển thuộc chi Amblyeleotris trong họ Cá bống trắng. Loài cá này được mô tả lần đầu tiên vào năm 2007.

## Từ nguyên
Từ định danh morishitai được đặt theo tên của Osamu Morishita, người đầu tiên phát hiện ra loài cá này.

## Phạm vi phân bố và môi trường sống
A. morishitai hiện chỉ được biết đến tại quần đảo Ogasawara (Nhật Bản). Các mẫu vật và ảnh chụp của A. morishitai được thu thập và quan sát ở độ sâu khoảng 40–55 m.

## Mô tả
Chiều dài cơ thể lớn nhất được ghi nhận ở A. morishitai là 9,5 cm. Đầu và thân màu trắng, có 5 sọc khoanh màu nâu cam trên thân, trong đó sọc đầu tiên nằm trên nắp mang. Khoảng trắng giữa các sọc có vài đốm chấm và vạch ngắn màu vàng nhạt. Đầu có 2 sọc nâu cam: phía sau và phía dưới mắt. Vây lưng trức và sau lốm đốm các chấm vàng cam. Vây hậu môn có sọc vàng cam viền xanh lam óng. Vây đuôi nhiều chấm vàng, có sọc cong màu vàng cam viền xanh ở gốc. Vây bụng có các vệt sọc vàng cam và xanh lam.
Số gai vây lưng: 7; Số tia vây lưng: 13; Số gai vây hậu môn: 1; Số tia vây hậu môn: 14; Số gai vây bụng: 1; Số tia vây bụng: 5; Số tia vây ngực: 20.